# Desmatophoca
Desmatophoca és un gènere extint de mamífers carnívors de la família dels desmatofòcids que visqueren a la riba americana de l'oceà Pacífic durant el Miocè, fa entre 13,8 i 23 milions d'anys. Se n'han trobat restes fòssils a Alaska, Oregon i Washington (Estats Units). Es tracta de l'únic gènere de la subfamília dels desmatofocins (Desmatophocinae). Les espècies d'aquest grup eren pinnípedes grossos i que presentaven dimorfisme sexual. El nom genèric Desmatophoca significa ‘foca enllaç’.